# Eduardo López Bago
Eduardo López Bago (Aranjuez, 1855-Alicante, 1931) fue un escritor español perteneciente al naturalismo. 

## Biografía

### Estudios y grupos de trabajo
Estudió medicina en Madrid. Formó parte del grupo de los naturalistas españoles como su líder más extremista. Abanderó el proyecto del «naturalismo radical», que en su intento de aclimatar la escuela zolesca derivó en una fórmula literaria propia, la «novela médico-social» que deja sentir su influencia sobre el grupo de autores denominado «Gente nueva». Este grupo estaba formado por Alejandro Sawa, José Zahonero, E. Sánchez Seña, R. Vega Armentero o E. A. Flores. En este grupo amistó en especial con José Zahonero.

### Contribuciones
Colaboró en revistas literarias como La Ilustración Española y Americana y La Familia.
Entre 1880 y 1900 se hizo rápidamente popular entre las clases medias y bajas españolas con sus numerosas novelas, que él subtitulaba como «estudios médico-sociales». 

### Obra literaria
Enfoca la mayor parte de su obra en la explotación sexual femenina, lo cual le procuró un aura de autor erótico que detestaba según los postulados del naturalismo radical; puso así los cimientos de la novela erótica española que florecería al cambiar el siglo. 
Los procesos judiciales sufridos por él evocan otros célebres juicios para valorar la moralidad de obras, como los sufridos por Gustave Flaubert y Charles Baudelaire, y lograron para sus obras una inusitada venta de ejemplares. Sin embargo el mérito estrictamente literario de sus obras existía: poseyó inventiva y cualidades de prosista y diseñador de personajes, así como colorido poético en las descripciones. 
En sus últimos años emigró a América y regresó a España. Fue entonces cuando a raíz de esta experiencia editó una de sus novelas más revolucionarias, El separatista (1895), recientemente reeditada con introducción y notas por Francisco Gutiérrez Carbajo (Madrid: Castalia, 1997). López Bago trató los temas de la reforma penitenciaria y el crimen, el anticlericalismo, el colonialismo, la moral sexual, la fiesta de los toros, la explotación laboral y social y la degradación de la mujer.

## Obras
- Los amores (1876).
- El periodista (1884).
- La prostituta (1884). Sevilla: Renacimiento, 2005.
- La pálida (1884).
- La buscona (1885).
- El cura (1885).
- La querida (1885).
- El confesonario (1885).
- Los asesinos (1885-1886).
- La monja (1886).
- La soltera [texto impreso]: (segunda parte de La señora de López): novela social, (1886).
- La mujer honrada. La soltera, (1886).
- Carne de nobles (1887).
- El preso (1888).
- Carne importada (1891).
- El separatista (1895).